# Monanthes
Genre
Synonymes
- Petrophyes Webb & Berthel.[2]

Monanthes est un genre de plantes succulentes appartenant à la famille des Crassulaceae.

## Liste d'espèces
Selon The Plant List (29 juillet 2016) :
- Monanthes anagensis Praeger
- Monanthes atlantica J. Ball
- Monanthes brachycaulos (Webb & Bertholt) R. Lowe
- Monanthes icterica (Webb ex Bolle) Christ
- Monanthes laxiflora (DC.) Bolle ex Bornmuller
- Monanthes lowei (Paiva) Perez & Acebes
- Monanthes minima (Bolle) Christ
- Monanthes pallens (Webb in Christ) Christ
- Monanthes polyphylla (Aiton) Haw.
- Monanthes subcrassicaulis (Kuntze) Praeger
- Monanthes tilophila (Bolle) Christ
- Monanthes wildpretii Bañares & S.Scholz